# Düsseldorfer Turn- und Sportverein Fortuna 1895
Il Düsseldorfer Turn- und Sportverein Fortuna 1895 e.V., meglio noto come Fortuna Düsseldorf o F95, è una società calcistica tedesca con sede a Düsseldorf, città della Renania Settentrionale-Vestfalia. Milita nella 2. Bundesliga, la seconda divisione del campionato tedesco di calcio e disputa le partite casalinghe nella Esprit Arena, che può contenere 54.600 spettatori.
Nella sua storia il club ha vinto un titolo tedesco e due coppe nazionali; a livello internazionale il miglior risultato è la finale della Coppa delle Coppe 1978-1979, persa ai tempi supplementari contro il Barcellona.

## Storia
Il club viene fondato nel 1895 nell'odierna Düsseldorf e comincia a giocare nei campionati regionali. Accede per la prima volta al campionato nazionale nel 1927, ma viene eliminato negli ottavi; la stessa situazione si verifica anche nel 1929 e nel 1931. La conquista del titolo nazionale arriva invece nel 1933, quando in squadra c'è anche Paul Janes. Questo è anche l'ultimo campionato prima della riforma del campionato voluta del regime nazista: il Fortuna si trova quindi a giocare nella Gauliga Niederrhein, campionato che vince per cinque volte dal 1935 al 1940. Nel 1936 il club arriva nuovamente alla finale nazionale, me è battuto dal Norimberga, mentre l'anno successivo è in finale nella Tschammerpokal; è però lo Schalke 04 a conquistare il trofeo. Dal 1943 al 1945 fu temporaneamente unito con i concittadini Düsseldorfer SC 99 e BC 05 Düsseldorf per formare il Kriegsspielgemeinschaft Düsseldorf.
Nel dopoguerra il club milita nell'Oberliga West, ma non riesce mai ad arrivare alla fase nazionale. Ad ogni modo in questo periodo la squadra gioca tre finali della Coppa di Germania, pur senza riuscire a vincerle; inoltre fanno parte della rosa il portiere Toni Turek, campione del mondo in Svizzera, e il difensore Erich Juskowiak. Nel 1963 nasce la Bundesliga, ma il Fortuna non è tra le sedici partecipanti alla prima edizione; la promozione nel massimo campionato arriva comunque nel 1966, tuttavia dopo una sola stagione la squadra è retrocessa in Regionalliga West.

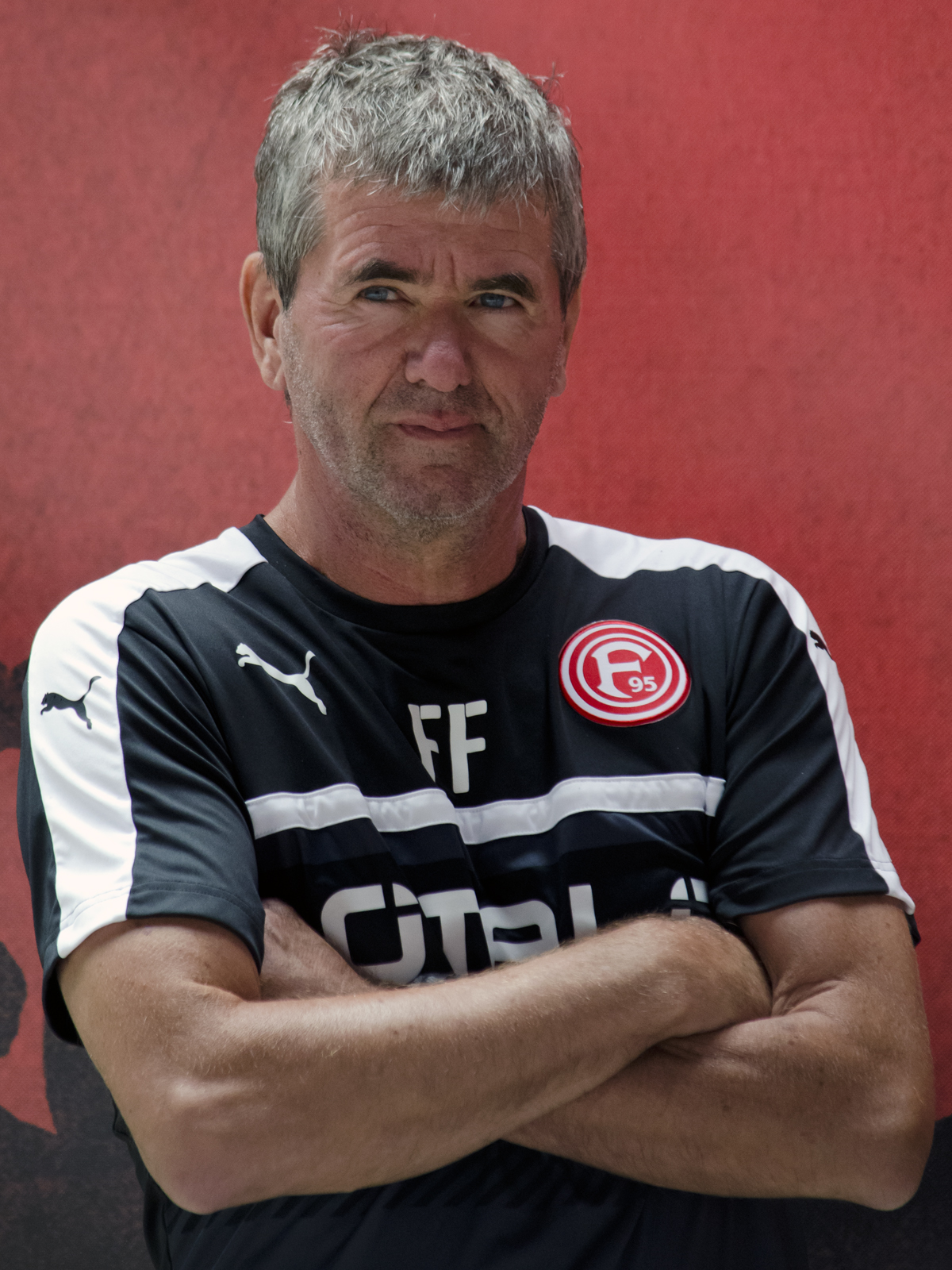
Friedhelm Funkel, artefice del ritorno in Bundesliga del 2017-2018.

Una nuova promozione in Bundesliga si verifica nel 1971; il primo campionato viene concluso poco sopra la zona retrocessione, ma nelle due successive stagioni il Fortuna ottiene due terzi posti. Questi fanno partecipare la squadra altrettante alla Coppa UEFA, e i tedeschi vengono eliminati sempre negli ottavi, prima dal Lokomotive Lipsia poi dall'FC Amsterdam, intanto però eliminano il Torino. La squadra disputa poi la quinta finale di Coppa nazionale nel 1978 contro il Colonia, e anche in questo caso sono gli avversari a vincere. Però, grazie al double di questi ultimi è il Fortuna a partecipare alla Coppa delle Coppe 1978-1979. In questa manifestazione i bianco-rossi arrivano in finale, che si disputa a Basilea contro il Barcellona: i tempi regolamentari della partita si concludono sul risultato di 2-2, ma alla fine sono i catalani a prevalere, vincendo la partita 4-3 ai tempi supplementari. Ad ogni modo, in questa stagione arriva la prima vittoria in Coppa di Germania, inoltre si mette in luce Klaus Allofs, che diventa capocannoniere in campionato. La seconda Coppa nazionale viene invece vinta nella stagione successiva, e il Düsseldorf arriva nei quarti della Coppa delle Coppe 1980-1981, dove viene eliminato dal Benfica.
Intanto però la squadra aveva cominciato a scivolare nella parte bassa della classifica, fino a retrocedere nella Zweite Bundesliga al termine della stagione 1986-1987. Il Fortuna ritorna nel massimo campionato dopo due anni, ma nella stagione 1993-1994 si ritrova in terza divisione, l'Oberliga Nordrhein. Grazie a due promozioni consecutive, però, il club ritrova la Bundesliga nella stagione 1995-1996, quando viene acquistato Darko Pančev, Scarpa d'oro 1991. 
Nella stagione 2002-2003 ritorna nell'Oberliga Nordrhein, nel frattempo diventata quarta serie nazionale, ma viene nuovamente promosso nel massimo campionato nella stagione 2012-2013, dopo aver vinto il play-off contro l'Hertha Berlino. L'avventura nella massima serie dura però un solo anno: al termine della stagione, infatti, la squadra - dopo un disastroso girone di ritorno, in cui ottiene solamente nove punti - conclude il campionato al penultimo posto, e retrocede nuovamente nella serie inferiore. Per i biancorossi si tratta della quinta retrocessione dalla Bundesliga della propria storia.
Nel marzo 2016 giunge sulla panchina del Fortuna l'allenatore Friedhelm Funkel. Il 28 aprile 2018, dopo cinque stagioni di permanenza in Zweite Bundesliga, la squadra ottiene la promozione nel massimo campionato. La stagione 2018-2019 vede il Fortuna Düsseldorf ottenere una salvezza tranquilla grazie al decimo posto finale, miglior risultato dal 1989-1990; risultati degni di nota sono il pareggio per 3-3 in casa del Bayern Monaco e la vittoria casalinga per 2-1 contro il Borussia Dortmund. Più complicata si rivela la stagione successiva, chiusa con la retrocessione giunta all'ultima giornata, quando il Fortuna viene superato dal Werder Brema e chiude al penultimo posto. Nel 2023-2024 il Fortuna giunge terzo e perde ai rigori il doppio spareggio promozione-retrocessione con il Bochum.

## Cronistoria
Fonte: f-archiv.de.

## Colori e simboli

### Colori
I colori della maglia del Fortuna Düsseldorf sono il bianco, cromatismo prevalente, e il rosso, che occupa la parte superiore della divisa. I pantaloncini sono bianchi con bordo rosso e i calzettoni bianchi con risvolto rosso.

### Simboli ufficiali

#### Stemma
Il simbolo del Fortuna Düsseldorf è composto da un cerchio bianco e rosso con all'interno, su sfondo rosso, la scritta "F95" in bianco.

## Strutture

### Stadio

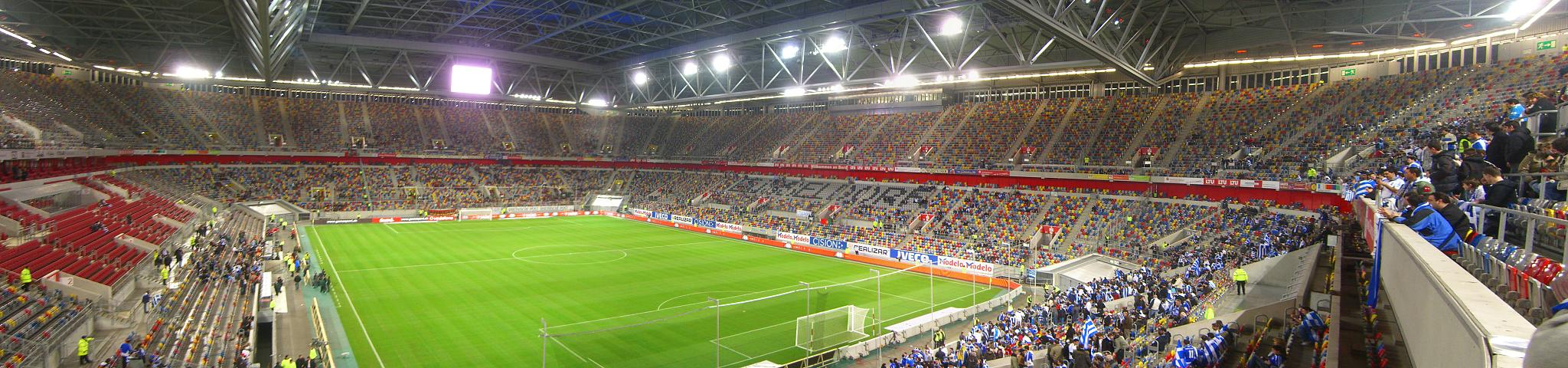
Veduta panoramica della Merkur Spiel-Arena.

Dal 2004 il club disputa le proprie gare interne nella Merkur Spiel-Arena, che sorge a Düsseldorf e che può ospitare 54.600 spettatori. L'impianto era conosciuto, dal 2004 al 2009, come LTU Arena, dal 2009 al 2018 come ESPRIT Arena ed occasionalmente anche come Düsseldorf Arena. È dotato di un tetto retrattile che può essere chiuso, ed è stato teatro anche di eventi extra calcistici come, ad esempio, l'Eurovision Song Contest 2011 e vari concerti.
Storicamente il primo campo di gioco del club è stato però il Lichtplatz, utilizzato tra il 1908 ed il 1919, che venne seguito dal campo di Vennhauser Straße, utilizzato fino al 1930. Avvenne poi il trasferimento al Paul Janes Stadion, casa dei bianco-rossi fino al 1972, e nuovamente nel periodo 2002-2005. Tra il 1972 e il 2002 venne invece utilizzato il Rheinstadion: costruito per ospitare 5 gare del campionato del mondo 1974 venne utilizzato per due incontri del campionato d'Europa 1988. Si tennero qui anche le due finali di Coppa UEFA del Borussia M'gladbach, che lo scelse a causa della ridotta capienza del Bökelbergstadion; si disputò anche la finale della Coppa delle Coppe 1980-1981. Oggi non è più esistente.

## Allenatori e presidenti
Tutti gli allenatori a partire dal 1963, anno di nascita della Bundesliga:
- 1963-1967  Kuno Klötzer
- 1967-1968  Ernst Melchior (01 lug.-18 dic.)
 Bernd Oles (19 dic.-30 giu.)
- 1968-1970  Otto Knefler
- 1970-1974  Heinz Lucas
- 1974-1975  Heinz Lucas (01 lug.-20 apr.)
 Manfred Krafft (21 apr.-30 giu.)
- 1975-1976  Sepp Piontek (01 lug.-14 apr.)
 Manfred Krafft (15 apr.-30 giu.)
- 1976-1978  Dietrich Weise
- 1978-1979  Hans-Dieter Tippenhauer
- 1979-1980  Hans-Dieter Tippenhauer (01 lug.-09 ott.)
 Otto Rehhagel (12 ott.-30 giu.)
- 1980-1981  Otto Rehhagel (01 lug.-05 dic.)
 Benno Beiroth (06 dic.-07 dic.)
 Heinz Höher (08 dic.-30 giu.)
- 1981-1982  Jörg Berger
- 1982-1983  Jörg Berger (01 lug.-25 ott.)
 Willibert Kremer (26 ott.-30 giu.)
- 1983-1984  Willibert Kremer
- 1984-1985  Willibert Kremer (01 lug.-14 apr.)
 Dieter Bre (15 apr.-30 giu.)
- 1985-1986  Dieter Bre
- 1986-1987  Dieter Brei (01 lug.-02 apr.)
 Gerd Meyer (03 apr.-30 giu.)
- 1987-1990  Aleksandar Ristić
- 1990-1991  Aleksandar Ristić (01 lug.-15 dic.)
 Josef Hickersberger (01 gen.-30 giu.)
- 1991-1992  Josef Hickersberger (01 lug.-28 ago.)
 Rolf Schafstall (28 ago.-23 gen.)
 Hans-Jürgen Gede (24 gen.-25 mar.)
 Horst Köppel (26 mar.-30 giu.)
- 1992-1993  Horst Köppel (01 lug.-10 ago.)
 Rudolf Wójtowicz (11 ago.-12 ago.)
 Aleksandar Ristić (13 ago.-30 giu.)
- 1993-1996  Aleksandar Ristić
- 1996-1997  Aleksandar Ristić (01 lug.-24 nov.)
 Rudolf Wójtowicz (25 nov.-30 giu.)
- 1997-1998  Rudolf Wójtowicz (01 lug.-16 set.)
 Uli Maslo (18 set.-10 mag.)
 Enver Marić (11 mag.-30 giu.)
- 1998-1999  Klaus Allofs (01 lug.-21 apr.)
 Peter Neururer (22 apr.-30 giu.)
- 1999-2000  Jürgen Gelsdorf
- 2000-2001  Aleksandar Ristić (01 lug.-23 gen.)
 Uwe Fuchs (24 gen.-09 apr.)
 Tim Kamp (10 apr.-30 giu.)
- 2001-2002  Tim Kamp (01 lug.-02 apr.)
 Stefan Emmerling (03 apr.-30 giu.)
- 2002-2003  Slavko Petrović (01 lug.-04 mag.)
 Uwe Weidemann (05 mag.-30 giu.)
- 2003-2004  Massimo Morales
- 2004-2005  Massimo Morales (01 lug.-27 nov.)
 Uwe Weidemann (28 nov.-30 giu.)
- 2005-2007  Uwe Weidemann
- 2007-2008  Uwe Weidemann (01 lug.-12 nov.)
 Wolf Werner (13 nov.-31 dic.)
 Norbert Meier (01 gen.-30 giu.)
- 2008-2012  Norbert Meier
- 2012-2013  Norbert Meier (01 lug.-26 mag.)
- 2013-2014  Mike Büskens (01 lug.-30 nov.)
 Oliver Reck (02 dic.-31 dic.)
 Lorenz-Günther Köstner (01 gen.-30 giu.)
- 2014-2015  Oliver Reck (01 lug.-22 feb.)
 Taşkın Aksoy (23 feb.-30 giu.)
- 2015-2016  Frank Kramer (01 lug.-22 nov.)
 Peter Hermann (23 nov.-22 dic.)
 Marco Kurz (23 dic.-13 mar.)
 Friedhelm Funkel (14 mar.-30 giu.)
- 2016-2019  Friedhelm Funkel
- 2019-2020  Friedhelm Funkel (01 lug.-28 gen.)
 Uwe Rösler (29 gen.-30 lug.)
- 2020-2021  Uwe Rösler
- 2021-2022  Christian Preußer (01 lug.-08 feb)
 Daniel Thioune (08 feb.-)

## Calciatori

### Vincitori di titoli
- Calciatori campioni del mondo

  Toni Turek (Svizzera 1954)
Dieter Herzog (Germania Ovest 1974)
Frank Mill (Italia 1990)
- Calciatori campioni d'Europa

  Klaus Allofs (Italia 1980)
- Capocannoniere della Bundesliga: 1

 Klaus Allofs (1978-1979)
- Gerd Zewe, 440 presenze e 42 gol.
- Matthias Mauritz, 323 presenze e 49 gol.
- Paul Janes, giocatore tedesco con più presenze in Nazionale negli anni trenta (71), membro dell'11 di Breslavia.
- Darko Pančev, vincitore della Scarpa d'oro.

## Palmarès

### Competizioni nazionali
- Campionato tedesco: 1

1932-1933
- Coppa di Germania: 2

1978-1979, 1979-1980
- Campionato tedesco di seconda divisione: 2

1988-1989, 2017-2018

### Competizioni regionali
- Regionalliga West: 1

1965-1966
- Campionato della Germania occidentale: 1

1931
- Coppa della Germania occidentale: 4

1956, 1957, 1958, 1962
- Bezirksliga: 5

1927, 1929, 1931, 1933, 1947
- Gauliga Niederrhein: 5

1936, 1937, 1938, 1939, 1940
- Oberliga Nordrhein: 1

1993-1994

### Competizioni internazionali
- Coppa Intertoto: 3

1967, 1984, 1986

### Altri piazzamenti
- Campionato tedesco:

Secondo posto: 1935-1936
Terzo posto: 1972-1973, 1973-1974
Semifinalista: 1937-1938
- Coppa di Germania:

Finalista: 1937, 1957, 1958, 1962, 1977-1978
Semifinalista: 1940, 1955-1956, 1970-1971, 1986-1987, 1995-1996, 2023-2024
- 2. Fußball-Bundesliga:

Terzo posto: 1994-1995, 2011-2012, 2023-2024
- 3. Liga:

Secondo posto: 2008-2009
- Fußball-Regionalliga:

Secondo posto: 1963-1964 (Regionalliga Ovest)
- Coppa delle Coppe:

Finalista: 1978-1979

## Statistiche e record

### Partecipazione ai campionati e ai tornei internazionali

#### Campionati nazionali
Nella sua storia il club ha vinto un campionato tedesco, quello del 1932-1933, inoltre ha partecipato per numerose stagioni al massimo campionato nazionale, nella Gauliga Niederrhein, nell'Oberliga West e in Bundesliga. Restringendo il campo al torneo attuale, il miglior risultato ottenuto dal club è il terzo posto, che è stato archiviato in due occasioni: nell'edizione 1972-1973 e nella successiva.
Dalla stagione 1963-1964 alla 2025-2026 il club ha ottenuto le seguenti partecipazioni ai campionati nazionali:
| Livello | Categoria             | Partecipazioni | Debutto   | Ultima stagione | Totale |
| ------- | --------------------- | -------------- | --------- | --------------- | ------ |
| 1º      | Bundesliga            | 25             | 1966-1967 | 2019-2020       | 25     |
| 2º      | 2. Bundesliga         | 20             | 1992-1993 | 2025-2026       | 24     |
| 2º      | Regionalliga West     | 7              | 1963-1964 | 1970-1971       | 24     |
| 3º      | 3. Liga               | 1              | 2008-2009 | 2008-2009       | 9      |
| 3º      | Regionalliga Nord     | 6              | 2000-2001 | 2007-2008       | 9      |
| 3º      | Regionalliga West/SW  | 1              | 1999-2000 | 1999-2000       | 9      |
| 3º      | Am.Oberliga Nordrhein | 1              | 1993-1994 | 1993-1994       | 9      |
| 4º      | Oberliga Nordrhein    | 2              | 2002-2003 | 2003-2004       | 2      |

#### Tornei internazionali
Nei tornei internazionali il club ha raggiunto come massimo traguardo è la finale della Coppa delle Coppe 1978-1979, persa per 4-3 ai tempi supplementari contro il Barcellona.
Alla stagione 2020-2021 il club ha ottenuto le seguenti partecipazioni ai tornei internazionali:
| Categoria                     | Partecipazioni | Debutto   | Ultima stagione |
| ----------------------------- | -------------- | --------- | --------------- |
| Coppa delle Coppe             | 3              | 1978-1979 | 1980-1981       |
| Coppa UEFA/UEFA Europa League | 2              | 1973-1974 | 1974-1975       |

## Organico

### Rosa 2024-2025
Aggiornata al 28 gennaio 2025.
| N. |                        | Ruolo | Calciatore                  |
| -- | ---------------------- | ----- | --------------------------- |
| 1  | Polonia (bandiera)     | P     | Karol Niemczycki            |
| 3  | Germania (bandiera)    | D     | Andre Hoffmann              |
| 5  | Germania (bandiera)    | D     | Moritz Heyer                |
| 6  | Francia (bandiera)     | C     | Giovanni Haag               |
| 7  | Germania (bandiera)    | A     | Dženan Pejčinović           |
| 8  | Islanda (bandiera)     | C     | Ísak Bergmann Jóhannesson   |
| 9  | Paesi Bassi (bandiera) | A     | Vincent Vermeij             |
| 10 | Paesi Bassi (bandiera) | C     | Myron van Brederode         |
| 11 | Germania (bandiera)    | C     | Moritz Kwarteng             |
| 12 | Germania (bandiera)    | D     | Valgeir Lunddal Friðriksson |
| 15 | Germania (bandiera)    | D     | Tim Oberdorf                |
| 18 | Germania (bandiera)    | A     | Jona Niemiec                |
| 19 | Germania (bandiera)    | A     | Emmanuel Iyoha              |
| 20 | Germania (bandiera)    | D     | Jamil Siebert               |

| N. |                     | Ruolo | Calciatore          |
| -- | ------------------- | ----- | ------------------- |
| 21 | Germania (bandiera) | C     | Tim Rossmann        |
| 22 | Germania (bandiera) | A     | Danny Schmidt       |
| 23 | Germania (bandiera) | C     | Shinta Appelkamp    |
| 24 | Polonia (bandiera)  | A     | Dawid Kownacki      |
| 25 | Germania (bandiera) | D     | Matthias Zimmermann |
| 26 | Germania (bandiera) | P     | Florian Schock      |
| 27 | Germania (bandiera) | A     | Dennis Jastrzembski |
| 31 | Germania (bandiera) | C     | Marcel Sobottka     |
| 33 | Germania (bandiera) | P     | Florian Kastenmeier |
| 34 | Francia (bandiera)  | C     | Nicolas Gavory      |
| 35 | Germania (bandiera) | C     | Daniel Bunk         |
| 37 | Germania (bandiera) | D     | David Savić         |
| 39 | Belgio (bandiera)   | C     | Noah Mbamba         |
| 45 | Germania (bandiera) | C     | Karim Affo          |